# 桑原良太
桑原 良太（くわはら りょうた、1984年12月4日）は、日本の俳優。福岡県出身。劇団昴所属。

## 出演作品

### 舞台
- 美しい日本の歌と音楽付き朗読劇　セロ弾きのゴーシュ
- 火の鳥
- オンディーヌ（2015年4月19日-5月5日、自由劇場）-召使い　役
- 若い演奏家のためのプロジェクト　オペラ・ガラ・コンサートvol.3（伝承ホール）
- オペラ・ガラ・コンサートvol4(東京、福島公演）
- あれ？すみません！番号間違えました？
- 勉学実験公演　マスメディア
- ヴェニスの商人 (サレアリオー）
- チャリング・クロス街84番地（ウィリアム・ハンフリーズ）
- アシバー～沖縄遊侠伝～　（知名高志）
- 音楽付き朗読　シュレーディンガーの猫、銀河鉄道の夜（東京、仙台公演）
- LABO公演　Hamlet
- 幻奏ボレロ、しみくれ合同公演　アカルイユウヤケ
- 評決（アリート、ラウリーセン廷吏他）
- 君恋し～ハナの咲かなかった男～（佐久間）
- 一枚のハガキ（兵事係）
- 評決再演（アリート、ラウリーセン廷吏、ハリントン）

### 映像
- 武蔵野美術大学×新潟市西蒲区役所プロジェクト「にしかん」　総長（主人公）-New York Festivals 2部門受賞作品
- NHK Eテレ　ABUアジア子どもドラマシリーズ「まねきねこ」
- 水曜ミステリー9 「特命おばさん検事！花村絢乃の事件ファイル5」
- 千葉テレビ　ショートドラマ「KOROSHIYA」

### CM
- 森永バニラモナカジャンボ　Webムービー
- NTT　R-env　紹介ムービー
- ロッテ　キシリトール「新・ルーティン」篇
- JR東海　EX予約インフォマーシャル
- キッコーマン生しょうゆ　CM
- ハウスウェルネスフーズ　1日分のビタミン「平祐奈登場」篇
- 明治プロビオヨーグルトLG21　「21年、どんな日も」
- AGC「半導体EUV材料」篇

### アニメ
- 劇場版「同級生」（生徒B）